# Giuseppe Canta
Giuseppe Canta, detto Pino (Caltanissetta, 17 agosto 1952), è un artista e poeta italiano.

## Biografia
Giuseppe Canta, in arte Pino Canta, ha trascorso la sua infanzia a Caltanissetta. Ha conseguito la maturità all'Istituto Statale d'Arte “Filippo Juvara” di San Cataldo. In età giovanile ha frequentato gli ambienti artistici e culturali di Caltanissetta e Palermo. Trasferitosi a Milano nel 1977, si è laureato in Architettura al Politecnico con Guido Canella. L’attività artistica e la scrittura poetica, sperimentate per qualche tempo dopo la laurea, sono rifiorite solo molto più tardi. Con Calogero Di Giuseppe, Canta ha fondato, nel 2012, un gruppo informale di 10 poeti e 10 poetesse, che si riuniva presso la sede del sindacato Gilda. Nel 2017 ha aderito al movimento d’avanguardia del Realismo Terminale, fondato nel 2010 da Guido Oldani.

## Attività artistica
Dopo le opere giovanili legate alla Sicilia, trasferitosi a Milano, ha partecipato a due mostre collettive presso la galleria d’arte “Artecultura” di Brera. Ha realizzato alcuni bassoalti rilievi, uno dei quali, Mariella 2012 (cm 41x28), in alluminio, di stile transavanguardia, è entrato a far parte del Civico museo d'arte contemporanea di Gibellina. Nel novembre 2016 ha partecipato alla mostra collettiva promossa dall’Associazione culturale “Apriti Cielo!” nell’ambito delle manifestazioni di BookCity Milano. Nel 2017 ha aderito al Realismo terminale con la mostra personale Arcobaleno in realismo terminale a Casa Merini a Milano. Sono seguite altre personali, di cui una a Sofia (Bulgaria), e collettive, interpretando la poetica del movimento in chiave di accatastamento di oggetti, di materiali e di piani. Le mostre più importanti sono state allestite nei locali dell'Università RomaTre, a latere di un convegno accademico su Il mondo globale e la poetica del Realismo terminale (5 dicembre 2019); e al CRAR di Rho (16-22 aprile 2023), a cura di Alessandro Mangiarotti, direttore del Yellow Fish Art di Montreal. Ha esposto inoltre a Caltanissetta, Palermo e Melegnano. Sue opere sono state riprodotte in copertina (o all’interno) di diverse pubblicazioni.
Assemblages e opere concettuali
Nelle sue opere Pino Canta ha sviluppato, in uno stile personale in perenne mutamento, diversi temi civili, come le guerre, le migrazioni e la violenza sulle donne. Le sue opere più rappresentative assemblano tridimensionalmente pittura, fotografia e poesia, sovrapponendo due tele, asimmetriche e sfalsate, in forme curve e interattive, con segni del lavoro. Nello stesso stile ha prodotto anche delle sculture e delle opere concettuali.

## Attività poetica
Dopo aver pubblicato, nel 1975, dieci testi poetici nella rivista di Caltanissetta «Il Foglio d’Arte», Pino Canta esordisce come poeta dialettale nel 1994 con Petri pizzuti, una raccolta di versi in dialetto nisseno, pubblicata dall’Editrice Nocera di San Cataldo, con presentazione di Salvatore Rizza, ordinario di Politica sociale all’Università di RomaTre. A questa silloge ne sono seguite diverse altre, tra cui, nel 2006, Inseguono Cesare e, nel 2012, Mari vola, dedicata alla moglie, presentata da Chiara Rizza, ordinario di Sociologia dei processi culturali all'Università RomaTre, entrambe per le Edizioni Clandestine di Marina di Massa.
Sue poesie compaiono in «Tam Tam Bum Bum» (2019), in «Odissea» (2023) e in tre antologie per la pace (2010-2012) promosse da Giuseppe Martucci. Inoltre, tra il 2011 e il 2017 diverse sue poesie e un racconto sono comparsi nel mensile «Artecultura» diretto da Giuseppe Martucci. Suoi testi compaiono in diverse antologie, quali 200 anni L’Infinito. Omaggio a Leopardi e Il fiore delle lacrime, curate entrambe da Vincenzo Guarracino. Suoi testi sono presenti anche in quattro antologie di impegno civile promosse dal gruppo dei realisti terminali.